# 德涅斯特河沿岸國旗
德涅斯特河沿岸摩尔达维亚共和國國旗自1991年起使用，2000年被德涅斯特河沿岸宪法认可为国家象征。該国旗與摩爾達維亞蘇維埃社會主義共和國在1952年到1990年期間使用的國旗設計相同。

## 历史
摩尔达维亚苏维埃社会主义共和国国旗一直沿用到1991年苏联解体。摩尔多瓦独立的时候，德涅斯特河沿岸一些地方拒绝使用新国旗，并继续使用苏联时代的国旗。在德涅斯特河沿岸地区，苏联时代的国旗很流行，直到2000年被德涅斯特河沿岸宪法所采纳。尽管使用这样的国旗国徽，德涅斯特河沿岸不是社会主义国家，它也是目前世界上唯一仍在国旗中使用锤子和镰刀图案的国家。

## 使用
政府旗只有正式的国旗是合法的。德涅斯特河沿岸法律允许简化版本用于非政府使用（也就是个人和商船使用），可以没有锤子和镰刀和五角星，而且形状和尺寸不在考虑范围。常见比例仍为1:2，但2:3版本也有使用。

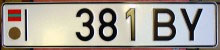
德涅斯特河沿岸的車輛號牌的一角带有简化版的国旗。

## 其他
总统旗比例为1:1，是中间有国徽，带黄色流苏的民用旗版本。2000年7月18日被采纳，取代了1997年的版本。
军用旗是带黄边红十字架的蓝旗。形如摩尔多瓦国旗，但没有国徽。
德涅斯特河沿岸海关还使用海关旗。旗面为红地，中间为绿色条纹。中间是德涅斯特河沿岸海关的标志。

## 未来

### 2017年建议
2009年，为了加强与俄罗斯之间的关系，国会讨论将民用旗替换成白蓝红三色旗，与俄罗斯国旗基本相同，但采用 1:2 而不是俄罗斯 2:3 的比例。以显示加强与俄罗斯的关系。并最终决定暂时将白蓝红旗和红绿红旗同时使用。民用旗与俄罗斯在1991年到1993年使用的比例1:2的国旗大致相同。新旗帜和当前法定旗帜共用使用。2017年4月12日，德涅斯特河沿岸共和国最高议会通过了一项动议，使新国旗成为第二面正式的官方旗帜。

## 胜利旗
2009年德涅斯特河沿岸最高蘇維埃听从现任总统叶夫根尼·舍夫丘克作为国会议员时的提议并最终决定跟随俄罗斯联邦恢复1945年4月30日苏联红军插在柏林德国国会大厦上的胜利旗在阅兵和其他军事庆典时的使用，以纪念苏德战争中牺牲的士兵，并加强对青年人的历史教育。
2009年10月21日，德涅斯特河沿岸最高苏维埃通过了一项关于将胜利旗地位等同于德涅斯特河沿岸国旗的法律。 2014年，在蒂拉斯波尔的光荣纪念碑上，一面胜利旗的正式副本从俄罗斯移交给了德涅斯特河沿岸政府。